# Умікадзе (1937)
Умікадзе (Umikaze, яп. 海風) — ескадрений міноносець Імперського флоту Японії, який брав участь у Другій світовій війні.
Корабель, який став сьомим серед есмінців типу «Сірацую», спорудили у 1937 році на належній ВМФ верфі Maizuru Naval Arsenal.
На момент вступу Японії у Другу світову війну «Умікадзе» належав до 24 дивізії ескадрених міноносців, при цьому саме він виконував функцію флагманського корабля. 1 грудня 1941-го дивізія прибула з Японії до Палау (важлива база на заході Каролінських островів), а 6 грудня її есмінці вийшли з Палау в межах підготовки до операції з висадки допоміжних десантів на Філіппінах, які мали передувати вторгненню головних сил до затоки Лінгаєн на заході острова Лусон. Вранці 8 грудня 1941-го з Палау вирушив транспортний загін, який під прикриттям бойових кораблів пройшов до південно-східного завершення острова Лусон та 12 грудня безперешкодно десантував війська в Легаспі.
Після цього «Умікадзе» разом з іншими есмінцями 24-ї дивізії попрямували для охорони ще одного конвою з десантом, який 17 грудня вийшов із порту Конія на острові Амаміосіма (північна група островів Рюкю) та 24 грудня без особливого спротиву провів висадку в затоці Ламон-Бей на східному узбережжі Лусону.
На початку січня 1942-го 24-та дивізія була залучена до прикриття десанту в Нідерландській Ост-Індії на острів Таракан (центр нафтовидобувної промисловості біля південно-східного завершення острова Борнео). 6 січня транспорти з військами вийшли з порту Давао на південному узбережжі філіппінського острова Мінданао (був захоплений японцями ще 20 грудня), а в ніч проти 11 січня розпочалась висадка на Таракані.
21 січня 1942-го «Умікадзе» у складі значного загону (1 легкий крейсер та ще 8 есмінців) розпочав прикриття конвою з десантом, який вийшов з Таракану для оволодіння Балікпапаном (ще одне місто нафтовидобувної промисловості на східному узбережжі острова Борнео). Цього разу прикриття не впоралось із завданням і під час висадки в ніч проти 24 січня транспорти були атаковані американськими есмінцями, яким вдалось потопити три судна. Втім, захоплення Балкіпапану пройшло успішно.
У першій декаді лютого 1942-го «Умікадзе» та ще чотири есмінці з Балікпапану взяли певну участь у прикритті висадки в Макассарі, розташованому за п'ять сотень кілометрів на південний схід від Балікпапану на південно-західному півострові острова Целебес. Втім, можливо відзначити, що основний загін прикриття прямував разом з транспортними суднами із протилежного напрямку, зі Старінг-Бей на південно-східному півострові Целебесу.
Після захоплення Макассару «Умікадзе» разом з трьома есмінцями попрямували на північ до Голо (на однойменному острові у філіппінському архіпелазі Сулу), де вони в підсумку приєднались до ескорту великого транспортного загону, що прямував із затоки Лінгайєн (західне узбережжя острова Лусон) з десантом для вторгнення на схід Яви. Після 25 лютого, користуючись з кораблів, які вийшли з Купангу (західна частина острова Тимор) сили прикриття зросли до 2 важких та 2 легких крейсерів і 16 есмінців. 27 лютого це з'єднання виграло битву в Яванському морі, проте «Умікадзе» не взяв у ній участі, оскільки разом з есмінцем «Нацугумо» відокремився від головних сил для підсилення безпосередньої охорони конвою. Виграш у битві дозволив японцям розпочати 1 березня висадку на Яві в Крагані.
У першій половині березня 1942-го «Умікадзе» прибув до Старінг-Бей, після чого 8—14 березня ескортував конвой до Сінгапуру. 5 квітня есмінець був уже в затоці Лінгайєн, після чого був залучений до окупації островів Панай та Негрос (центральна частина Філіппінського архіпелагу). 28 квітня — 1 травня Уміказе перейшов з Панаю до Сасебо для постановки в док.
Ремонт тривав недовго і менше ніж через місяць «Умікадзе» взяв участь в операції, яка мала за мету захоплення атола Мідвей та створення баз на Алеутських островах. Есмінець належав до загону адмірала Такасу, що здійснював прикриття операції на Алеутах та повернувся до Японії 14 червня 1942-го.
7 серпня 1942-го союзники висадились на сході Соломонових островів, що започаткувало 6-місячну битву за Гуадалканал та змусило японське командування перекидати сюди підкріплення. 11 серпня «Умікадзе» вирушив разом з великим загоном надводних кораблів (який включав 1 лінкор, 5 важких та 1 легкий крейсер, 1 гідроавіаносець) із Йокосуки та 17 серпня прибув на Трук у центральній частині Каролінських островів (тут ще до війни створили потужну базу японського ВМФ, з якої до лютого 1944-го провадились операції у цілому ряді архіпелагів). Невдовзі «Умікадзе» та ще два есмінці 24-ї дивізії рушили далі та 18 серпня приєднались до охорони другого та третього ешелонів конвою, який намагався доправити підкріплення на Гуадалканал (вийшли з Труку ще 16 серпня, проте включали транспортні судна, швидкість яких була значно меншою аніж у військових кораблів). Вжиті американцями контрзаходи призвели до битви 24 серпня біля Східних Соломонових островів, після якої другий та третій ешелони конвою відновили свій рух. Хоча, відповідно до японських очікувань, авіаносна авіація не атакувала конвой, проте удари літаків з Гуадалканалу та Еспіриту-Санто призвели до загибелі та пошкодження кількох кораблів і змусили залишки конвою узяти курс на Шортленд. При цьому «Умікадзе» та ще два есмінці відокремились і в ніч проти 27 серпня висадили 350 бійців на Гуадалканалі, після чого вже попрямували на Шортленд.
У наступні кілька тижнів головним завданням для «Умікадзе» стали транспортні рейси до Гуадалканалу (доставка підкріплень та вантажів на швидкохідних есмінцях до району активних бойових дій стала типовою для японського флоту в кампанії на Соломонових островах). Вже 27 серпня «Умікадзе» вийшов у перший такий рейс, який, втім, був скасований. Наступної доби есмінець повторив спробу, але знову рейс довелось скасувати. Нарешті, 29 та 31 серпня «Умікадзе» здійснив повноцінні рейси до Гудалканалу, а 4—5 вересня разом із двома іншими есмінцями своєї дивізії (четвертий — «Ямакадзе» — вже загинув) супроводжував баржі, що прямували на Гуадалканал від острова Санта-Ісабель.
До кінця місяця «Умікадзе» ще п'ять разів виходив у транспортні рейси до Гуадалканалу (7, 11, 15, 18 та 24 вересня), при цьому два останні походи довелось перервати через присутність ворожих сил поблизу пункту призначення та дії авіації відповідно (24 вересня від близьких розривів авіабомб «Умікадзе» отримав певні пошкодження, загинуло 8 членів екіпажу). 13 вересня есмінець надавав вогневу підтримку наземним військам, які розпочали наступ на острові (відомий як битва за хребет Едсона). 26—28 вересня «Умікадзе» прямував з Шортленду на Трук, де певний час проходив ремонт, проте вже у першій половині жовтня знову був біля Бугенвілю.
11 жовтня 1942-го «Умікадзе» полишив стоянку Шортленд, щоб приєднатись до головних сил, які тієї доби вийшли з Труку. 12 жовтня сім есмінців з Шортленду увійшли до загону адмірала Куріти, головну силу якого складали лінкори «Харуна» та «Конго». Останні у перші години 13 жовтня провели вдалий обстріл аеродрому Гендерсон-Філд, знищивши понад чотири десятки ворожих літаків. Після обстрілу загін Куріти приєднався до сил під командуванням адмірала Конде, у складі яких патрулював північніше від Соломонових островів. В останній декаді жовтня 1942-го японці вступили у битву біля островів Санта-Круз, при цьому все вирішила дуель авіаносців, тоді як лінкори та крейсери Конде так і не вступили у бій, а 30 жовтня прибули на Трук.
3—5 листопада 1942-го «Умікадзе» разом із п'ятьма іншими есмінцями супроводжував важкі крейсери «Судзуя» та «Мая» з Труку до Шортленду.
7 листопада 1942-го «Умікадзе» разом зі ще 10 есмінцями виконав транспортний рейс до Гуадалканалу, а 13 листопада був залучений до супроводу великого конвою транспортних суден. Проведення останнього призвело до вирішальної морської битви біля острова, в якій японці зазнали поразки, а «Умікадзе» повернувся на Шортленд, звідки 16—17 листопада здійснив перехід до Рабаулу разом зі ще 2 есмінцями (можливо відзначити, що їх лише ненадовго випередили 5 есмінців та важкий крейсер «Тьокай», який був пошкоджений авіацією під час тієї ж битви біля Гуадалканалу). По прибутті до Рабаулу есмінці залучили до операції на Новій Гвінеї, де 16 листопада 1942-го союзники почали наступ на район Буна-Гона (півострів Папуа). 18 листопада «Умікадзе» разом двома іншими есмінцями вирушив у транспортний рейс до Буни. Під час цієї операції при атаці літаків В-17 бомба влучила в середню частину есмінця, який зазнав серйозних пошкоджень та втратив хід. Втім, есмінцю «Асасіо» вдалось 21 листопада довести «Умікадзе» на буксирі до Рабаулу. Після аварійного ремонту «Умікадзе» зміг 26—28 грудня перейти на Трук, звідки 30 грудня рушив на ремонт до Японії разом з важким крейсером «Мая» (також зазнав пошкоджень у листопаді, проте під час битви біля Гуадалканалу). 5 січня 1943-го кораблі прибули до Йокосуки, звідки пройшли в Сасебо. 
28 лютого — 8 березня 1943-го «Умікадзе» разом зі ще одним есмінцем супроводжували конвой з Йокосуки на Трук. Після цього «Умікадзе» півтора місяця ніс патрульно-ескортну службу на цій важливій базі.
25—28 квітня 1943-го «Умікадзе» разом зі ще щонайменше одним есмінцем ескортували конвой до Рабаулу, після прибуття до якого перейшли на стоянку Шортленд та ще до завершення місяця здійснили транспортний рейс до острова Коломбангара в архіпелазі Нью-Джорджія (центральна частина Соломонових островів). Після полишення Гуадалканалу японці нарощували свої сили на Нью-Джорджії, тому транспортні рейси до Коломбангари стали типовими для есмінців, зокрема, «Умікадзе» здійснив ще один похід сюди 4 травня.
8 травня 1943-го «Умікадзе» знаходився на переході з Шортленду до Буки (порт на однойменному острові біля північного узбережжя Бугенвіля), коли надійшли повідомлення про підрив на мінах есмінців Оясіо, Куросіо та «Кагеро», які повертались з Коломбангари. «Умікадзе» рушив їм на допомогу, проте не встиг прибути на місце інциденту до загибелі пошкоджених кораблів. У підсумку «Умікадзе» прибув до Рабаулу, а 10—12 травня пройшов звідси на Трук.
11 травня 1943-го американці розпочали операцію проти острова Атту (Алеутські острови) і японське командування розпочало збирати сили для протидії. У межах цих заходів 17—22 травня 1943-го з Труку до Японії пройшов загін великих кораблів (3 лінкори, 2 важких крейсери), який охороняли «Умікадзе» та ще 4 есмінці. Операцію у підсумку скасували через падіння Атту, проте ще до цього «Умікадзе» полишив Японію, разом зі ще одним есмінцем супроводжуючи ескортні авіаносці «Чуйо» та «Унйо» — у цей період типовим завданням для японських кораблів такого класу стали рейси для доставки літаків на Трук. Перехід тривав з 24 по 29 травня, а 5—10 червня 1943-го «Умікадзе» разом зі ще щонайменше одним есмінцем здійснив рейс через Попапе (східні Каролінські острови) до Науру та назад, виконавши завдання із доставки підкріплень для гарнізону цього форпосту. 28 червня — 2 липня «Умікадзе» разом зі ще двома есмінцями ескортував «Чуйо» та «Унйо» з Труку до Японії (при цьому за червень вони вже встигли повернутись до Японії та знову прибути на Каролінські острови).
7 липня 1943-го «Умікадзе» знову полишив Японію, супроводжуючи конвой з порту Саєкі (острів Кюсю) до Палау, а потім на Трук, куди він прибув 17 числа. 19 липня «Умікадзе» разом зі ще трьома есмінцями розпочали ескортування авіаносця «Дзюнйо», легкого авіаносця «Рюхо», а також «Чуйо» та «Унйо» до Японії. У підсумку «Дзюнйо» з одним есмінцем відокремився та рушив до Куре, а інші кораблі загону 24 липня прибули в Йокосуку.
17—23 серпня 1943-го «Умікадзе» разом зі ще 7 есмінцями здійснювали ескортування великого угруповання (1 ескортний авіаносець, 3 лінкори, 2 важкі та 1 легкий крейсери) з Йокосуки на Трук. 25 серпня два важкі крейсери, які тільки-но прибули з Японії, рушили в супроводі «Умікадзе» та ще одного есмінця для доставки військ у Рабаул. Загін успішно досягнув пункту призначення, розвантажився і повернувся на Трук 29 числа.
У середині вересня 1943-го американське авіаносне з'єднання здійснило рейд проти зайнятих японцями островів Гілберта (лежать південніше від Маршаллових островів). У відповідь 18 вересня з Труку на схід вийшли значні сили (2 авіаносці, 2 лінкори, 9 важких крейсерів та інші кораблі), які попрямували до атола Еніветок (крайній північний захід Маршаллових островів). «Умікадзе» супроводжував це угруповання, яке у підсумку так і не вступило у контакт з союзними силами та 25 вересня повернулось на базу.
6 жовтня 1943-го «Умікадзе» разом зі ще одним есмінцем та одним легким крейсером вийшли на допомогу флотському танкеру «Кадзахая», який здійснював одиночний рейс на Трук та був торпедований підводним човном. Тієї ж доби пошкоджений танкер затонув, проте «„Умікадзе“» зміг підібрати 155 вцілілих.
На початку жовтня 1943-го американське авіаносне з'єднання завдало удару по острову Уейк (північніше від Маршаллових островів) без жодної суттєвої реакції зі сторони ворожого флоту. Зате за кілька тижнів японці на основі радіоперехоплення вирішили, що готується нова атака на Уейк, і 17 жовтня вислали з Труку до Еніветоку головні сили (3 авіаносці, 6 лінкорів, 8 важких крейсерів та інші кораблі), в ескортуванні яких брав участь і "Умікадзе. Цей флот кілька діб безрезультатно очікував ворога, після чого 26 жовтня повернувся на Трук.
31 жовтня — 6 листопада 1943-го «Умікадзе» та ще 3 есмінці пройшли до Куре, супроводжуючи загін великих надводних кораблів (1 авіаносець, 1 ескортний авіаносець, 2 лінкори та 1 важкий крейсер). У Японії «Умікадзе» пройшов певну модернізацію, складовою частиною якої було підсилення зенітного озброєння.
По завершенні робіт Умікадзе разом з есмінцем «Судзукадзе» перейшли до корейського Пусану, звідки 14 грудня 1943-го вирушили в супроводі конвою з підкріпленнями. Останній спершу зайшов до японського порту Саєкі, а 26 грудня досягнув Труку. 30 грудня «Умікадзе» узявся за ескортування конвою, який мав забезпечити підсилення ряду гарнізонів на сході Мікронезії (на той момент союзники вже оволоділи островами Гілберта і японське командування готувалось до нових атак у цьому регіоні). Загін пройшов через Еніветок до атола Кваджелейн (так само Маршаллові острови), після чого «Умікадзе» здійснив рейс до атола Вотьє в тому ж архіпелазі. Далі есмінець ескортував конвой у зворотному напрямку і 18 січня 1944-го повернувся на Трук.
19—20 січня 1944-го «Умікадзе» пройшов з Труку на Сайпан та кілька діб ніс у цьому районі патрульно-ескортну службу. Нарешті 28 січня він вирушив на Трук у складі ескорту конвою № 3113. 1 лютого неподалік від південного проходу в лагуну Труку есмінець був торпедований американським підводним човном «Гардфіш» і затонув. Біля півсотні членів екіпажу загинуло, проте 215 вціліло.